# Список керівників держав 178 року
В даній статті представлені керівники державних утворень. Також фрагментарно зазначені керівники нижчих рівнів. З огляду на неможливість точнішого датування певні роки володарювання наведені приблизно.
Список керівників держав 178 року — це перелік правителів країн світу 178 року.
Список керівників держав 177 року — 178 рік — Список керівників держав 179 року — Список керівників держав за роками

## Європа
- Боспорська держава — цар Савромат II (174-210)
- Ірландія — верховний король Арт Оенфер (165-195)
- Римська імперія
  - імператор Марк Аврелій (161-180); Коммод (177-192)
    - консул Сервій Корнелій Сципіон Сальвідієн Орфіт (178)
    - консул Децим Велій Руф Юліан (178)
      - Британія — Квінт Антістій Адвент Постумій Аквілін (173/175-176/178); Ульпій Марцелл (178-184)
      - Верхня Германія — Публій Корнелій Ануллін (177-180)
      - Далмація — Гай Аррій Антонін (178-179)
      - Нижня Мезія — Пертінакс (177-178)
      - Верхня Паннонія — Секст Квінтілій Кондіан (175/177-179)

## Азія
- Аракан (династія Сур'я) — раджа Сана Сур'я (146-198)
- Близький Схід
  - Велика Вірменія — цар Сохемос (163/164-185/186)
- Іберійське царство — цар Фарасман III (135-185)
- Індія
  - Кушанська імперія — великий імператор Хувішка I (140-183)
  - Царство Сатаваханів — магараджа Шрі Яйна Сатакарні (170/171-178/199) Шрі Яджня Сатакарні Сатавахана (178-207)
- Китай
  - Династія Хань — імператор Лю Хун (168-189)
    - шаньюй південних хунну Тутежоші Чжуцзю (172—178); Хучжен (178-179)
- Корея
  - Когурьо — тхеван (король) Сінтхе (165-179)
  - Пекче — король Керу Чхого (166-214)
  - Сілла — ісагим (король) Адалла (154-184)
  - Осроена — Абгар VIII Абгар IX (177-212)
- Персія
  - Парфія — шах Вологез III (148-192)
- Сипау (Онг Паун) — Сау Кам К'яу (127-207?)
- Харакена — цар Абінерга II (165-180)
- плем'я Хунну — шаньюй Тутежошичжуцзю (172-178); Хучжен (178-179)
- Японія — тенно (імператор) Сейму (131-191)
- Галатія — Луцій Савіній Прокул (177-180)

## Африка
- Царство Куш — цар Арітенієсбоке (175-190)